# レアル・アビレスCF
レアル・アビレス・インドゥストリアル・クルブ・デ・フトボル（Real Avilés Industrial Club de Fútbol）は、スペイン・アストゥリアス州アビレスに本拠地を置くサッカークラブ。2023-24シーズンはセグンダ・フェデラシオンに所属している。

## 歴史
1903年、SCアビレシーノ（SC Avilesino）というクラブ名で設立された。1925年には、当時のスペイン国王だったアルフォンソ13世からレアルという冠詞を授かり、RSCアビレスにクラブ名を変更した。現在のクラブ名になったのは1940年からである。1930年代後半と1950年代、そして1990-91シーズンから2シーズンの合計13シーズンをセグンダ・ディビシオンに在籍していたことがあり、その中の1952-53シーズンに記録したリーグ戦3位がクラブの最高成績である。また、クラブが史上初めてセグンダに昇格したのは1934-35シーズンであり、同シーズンにはコパ・デル・レイでも初出場をした。
2017年7月3日、選手への給料未払いを理由として、スペインサッカー連盟よりリーグ戦登録が許可されなかった。後に給料は支払われたが、この出来事について、クラブの会長と経営陣の間で意見の対立が起こった。会長が独断で契約した選手と経営陣が契約した選手とで2チーム分の戦力がクラブに加入し、裁判の末、会長が契約した選手のみがシーズンを戦う登録メンバーに決定された。このシーズンは、昨シーズン2位だったのにも関わらず、降格圏手前の17位でのフィニッシュとなった。

## タイトル

### 国内タイトル
- セグンダ・ディビシオンB : 1回
  - 1989-90

- テルセーラ・ディビシオン : 7回
  - 1932-33, 1944-45, 1951-52, 1964-65, 1966-67, 1967-68, 1982-83

- コパ・フェデラシオン : 1回
  - 2002-03

### 国際タイトル
- なし

## 過去の成績
| シーズン | 部 | ディヴィジョン | 順位    | コパ・デル・レイ |
| -------- | -- | -------------- | ------- | ---------------- |
| 2012-13  | 3  | セグンダB      | 14位    |                  |
| 2013-14  | 3  | セグンダB      | 3位     |                  |
| 2014-15  | 3  | セグンダB      | 16位    | 2回戦敗退        |
| 2015-16  | 4  | テルセーラ     | 3位     |                  |
| 2016-17  | 4  | テルセーラ     | 2位     |                  |
| 2017-18  | 4  | テルセーラ     | 17位    | 1回戦敗退        |
| 2018-19  | 4  | テルセーラ     | 14位    |                  |
| 2019-20  | 4  | テルセーラ     | 16位    |                  |
| 2020-21  | 4  | テルセーラ     | 2位/5位 |                  |
| 2021-22  | 4  | セグンダRFEF   | 9位     |                  |
| 2022-23  | 4  | 連盟2部        | 2位     |                  |
| 2023-24  | 4  | 連盟2部        |         |                  |

- 13シーズン - セグンダ・ディビシオン（2部）
- 18シーズン - セグンダ・ディビシオンB（3部）
- 3シーズン - セグンダ・フェデラシオン（4部）
- 53シーズン - テルセーラ・ディビシオン（4部）

## 歴代所属選手
- フアネーレ 2005-2006
- セドリック・マブワティ 2021-
- ホニー 2013